# Ziernograd
Ziernograd (ros. Зерноград) — miasto w Rosji, w obwodzie rostowskim, siedziba administracyjna rejonu ziernogradskiego.
Miasto znajduje się na Stepie Salskim, 77 km od Rostowa nad Donem. W mieście działa stacja kolejowa Kolei Północnokaukaskiej.
Miejscowość została założona w 1933 roku. W 1951 roku otrzymała prawa miejskie.